# Cremastosperma gracilipes
Cremastosperma gracilipes R.E.Fr. – gatunek rośliny z rodziny flaszowcowatych (Annonaceae Juss.). Występuje naturalnie w Kolumbii, Ekwadorze oraz Peru.

## Morfologia
PokrójZimozielone drzewo lub krzew dorastające do 0,5–2 m wysokości.
LiścieMają kształt od eliptycznego do odwrotnie jajowatego. Mierzą 15–20 cm długości oraz 5–8 cm szerokości. Nasada liścia jest ostrokątna. Blaszka liściowa jest o spiczastym wierzchołku. Ogonek liściowy jest nagi i dorasta do 5 mm długości.
KwiatySą pojedyncze. Rozwijają się w kątach pędów. Działki kielicha mają owalny kształt i dorastają do 3 mm długości. Płatki mają eliptyczny kształt i osiągają do 6–9 mm długości. Kwiaty mają 3 słupki.
OwoceTworzą owoc zbiorowy. Mają elipsoidalny kształt. Osiągają 9–10 mm długości.

## Biologia i ekologia
Rośnie w wilgotnych wiecznie zielonych lasach. Występuje na wysokości do 500 m n.p.m.